# Canadian Premier League 2021
De Canadian Premier League 2021 was het derde seizoen van de hoogste voetbalafdeling van Canada. Er namen net als het vorige seizoen acht teams deel aan de competitie.
Normaliter zou de competitie aanvatten op 22 mei, maar vanwege de coronapandemie verschoof de startdatum naar 26 juni. De ploegen werkten tussen 26 juni en 24 juli de eerste acht matchen af achter gesloten deuren op het IG Field in Winnipeg (het stadion van Valour FC). Daarna konden de teams opnieuw in hun respectievelijke stadions spelen zoals voor de pandemie.
Pacific FC wist zich uiteindelijk voor het eerst tot kampioen te kronen. Ze deden dat door regerend titelhouder Forge FC op hun veld met 0–1 te verslaan in de finale.

## Clubs
De acht clubs die deelnamen aan de vorige editie van de CPL in 2020 namen dit seizoen opnieuw deel. York9 FC kwam in 2021 echter voor het eerst uit onder hun nieuwe naam York United FC.
De competitie telde dus net als de vorige jaargang drie teams uit Ontario, twee teams uit Alberta en een ieder uit Brits-Columbia, Manitoba en Nova Scotia.
| Team            | Plaats           | Provincie      |
| --------------- | ---------------- | -------------- |
| Atlético Ottawa | Ottawa           | Ontario        |
| Cavalry FC      | Foothills County | Alberta        |
| FC Edmonton     | Edmonton         | Alberta        |
| Forge FC        | Hamilton         | Ontario        |
| HFX Wanderers   | Halifax          | Nova Scotia    |
| Pacific FC      | Langford         | Brits-Columbia |
| Valour FC       | Winnipeg         | Manitoba       |
| York United FC  | Toronto          | Ontario        |

## Competitie
De acht teams speelden ieder viermaal tegen elkaar om zo tot een klassement op basis van 28 wedstrijden te komen. Op het einde van de reguliere competitie stootten de vier hoogst gerangschikte teams door naar de eindronde.
| Nr. | Club             | GS | W  | G  | V  | DV | DT | DS  | PTN |
| --- | ---------------- | -- | -- | -- | -- | -- | -- | --- | --- |
| 1.  | Forge FC         | 28 | 16 | 2  | 10 | 39 | 24 | +15 | 50  |
| 2.  | Cavalry FC       | 28 | 14 | 8  | 6  | 34 | 30 | +4  | 50  |
| 3.  | Pacific FC       | 28 | 13 | 6  | 9  | 47 | 34 | +13 | 45  |
| 4.  | York United FC   | 28 | 8  | 12 | 8  | 35 | 39 | -4  | 36  |
| 5.  | Valour FC        | 28 | 10 | 5  | 13 | 38 | 36 | -2  | 35  |
| 6.  | HFX Wanderers FC | 28 | 8  | 11 | 9  | 28 | 34 | -6  | 35  |
| 7.  | FC Edmonton      | 28 | 6  | 10 | 12 | 34 | 41 | -7  | 28  |
| 8.  | Atlético Ottawa  | 28 | 6  | 8  | 14 | 30 | 47 | -17 | 26  |

Tweevoudig kampioen Forge FC wist in 2021 voor het eerst de beste ranking te behalen in de reguliere competitie. Cavalry FC, dat in de voorbije twee jaargangen steeds eerste eindigde in de reguliere competitie, eindigde in 2021 als tweede.

## Eindronde
Na de reguliere competitie werden er ter bepaling van de kampioen halve finales afgewerkt tussen enerzijds de nummers 1 en 4 en anderzijds de nummers 2 en 3, gevolgd door een finale. Daarbij had in iedere match het hoogst gerangschikte team uit de reguliere competitie het thuisvoordeel.

### Halve finales
- 20 november 2021: Cavalry FC 1–2 Pacific FC (na verlengingen)
- 21 november 2021: Forge FC 3–1 York United FC

### Finale
Forge FC bereikte voor de derde maal op rij de finale. Voor Pacific FC was het de eerste Premier League-finale uit de clubgeschiedenis. In de door 7.448 toeschouwers bijgewoonde finale te Hamilton won Pacific FC uiteindelijk van thuisploeg Forge FC met het kleinste verschil: 0–1.
- 5 december 2021: Forge FC 0–1 Pacific FC

2019 · 2020 · 2021 · 2022 · 2023 · 2024